# Pierre-Marie-François Baillot
Pierre Marie François de Sales Baillot (Passy, 1 d'octubre, 1771, París, 15 de setembre, 1842), fou un violinista i compositor francès.

## Biografia
Pierre Baillot era fill de Nicolas Baillot, un magistrat que va morir a Bastia, i d'Antoinette Perreau. Orfe als 12 anys, va interessar a Bertrand de Boucheporn, l'intendent del rei a Còrsega, que el va enviar a estudiar a Roma, i després a París, on va rebre lliçons de Giovanni Battista Viotti, i es va convertir en el seu alumne predilecte. Admès el 1791 a l'orquestra del Théâtre de Monsieur (l'Opéra-Comique), hi va aconseguir tant d'èxit que el 1795 va ser cridat com a professor al Conservatori de París amb Pierre Rode (també alumne de Viotti) i Rodolphe Kreutzer. Tots tres van publicar conjuntament, el 1803, el mètode oficial del Conservatori de París per a l'aprenentatge del violí. Aquest mètode havia de servir de referència per ensenyar el violí al màxim nombre d'alumnes. El 1834, Pierre Baillot va publicar un nou mètode d'aprenentatge, L'art del violí, que serviria de referència durant molt de temps. Pierre Baillot va ser professor de violí al Conservatori de París fins a la seva mort el 1842.
Considerat un virtuós, va estar vinculat a la música de l'emperador i després a la capella del rei. Tan hàbil compositor com bon intèrpret, va publicar nombroses partitures de tots els gèneres. Va ser director de l'Òpera de París.
Pierre Baillot es va casar amb Louise Raincour (1781-1843) el 17 de maig de 1809. D'aquesta unió va néixer el pianista i compositor René-Paul Baillot (1813-1889), professor al Conservatori de París de la classe de conjunt instrumental des de 1848 fins a la seva jubilació el 1887, que es va casar amb Marie-Léonie Beyerman-Savalete el 28 d'agost de 1845 a París.
Pierre Baillot està enterrat al cementiri de Montmartre, amb el seu fill René-Paul Baillot i la seva esposa Marie-Léonie Beyerman-Savalete, així com Charles-Théophile Savalete, el pare adoptiu d'aquest últim, fill de Charles-Pierre-Paul Savalette de Langes, marit de la seva mare Marie-Aglaé Lucas.

## Obres (selecció)
- L'art del violí, un mètode per a violí (1834)
- 24 Estudis per a violí amb acompanyament d'un segon violí, a continuació de L'art del violí (1851)
- Un mètode per a violoncel i baix d'acompanyament (1804).
- 9 concerts per a violí i orquestra, núm. op. 3 (1801) / n° 2 op. 6 (1804) / n° 3 op. 7 (1804) / n° 4 op. 10 (1805) / n° 5 op. 13 (1807) / n° 6 op. 18 (1809) / n° 7 op. 21 (1809) / n° 8 op. 22 (1809) / n° 9 op. 30 (1840)
- Simfonia Concertant, op. 38 (1817) per a dos violins i orquestra
- Dotze estudis o capricis per a violí, op. 2 (1803)
- 3 Duets, op. 8 (1804)
- 3 Duets, op. 16 (1811)
- Tres aires diverses per a violí i piano, op. 31 (1814)
- Sonata per a violí i piano op. 32 (1820)
- Tres nocturns, op. 39 (1821)

## Retrats
- Jean-Auguste-Dominique Ingres, dibuix, 1829
- Raymond Gayrard (1777-1858), perfil de medalló, guix (1840), col·lecció. Museu de la Vida Romàntica, Hôtel Scheffer-Renan, París.